# Football Club de Nantes 1972-1973
Questa voce raccoglie le informazioni riguardanti il Football Club de Nantes nelle competizioni ufficiali della stagione 1972-1973.

## Maglia e sponsor
Lo sponsor tecnico per la stagione 1972-1973 è Le Coq Sportif, mentre lo sponsor ufficiale è Michel Axel. Nelle gare della Coppa di Francia vennero adottate divise con Adidas come fornitore tecnico e Perrier come sponsor ufficiale; per la finale venne adottato un completo rosso con bordi verdi e gialli.
| Manica sinistra · Manica sinistra · Maglietta · Maglietta · Manica destra · Manica destra · Pantaloncini · Calzettoni | Manica sinistra · Manica sinistra · Maglietta · Maglietta · Manica destra · Manica destra · Pantaloncini · Calzettoni · Calzettoni |

## Organigramma societario
Area direttiva
- Presidente: Louis Fonteneau

Area tecnica
- Direttore sportivo: Robert Budzynski
- Allenatore: José Arribas

## Rosa
Fonte:
| N. |                      | Ruolo | Calciatore                 |
| -- | -------------------- | ----- | -------------------------- |
|    | Francia (bandiera)   | P     | Jean-Paul Bertrand-Demanes |
|    | Francia (bandiera)   | P     | René Donoyan               |
|    | Francia (bandiera)   | D     | Jean-Claude Osman          |
|    | Argentina (bandiera) | D     | Ángel Bargas               |
|    | Francia (bandiera)   | D     | Raynald Denoueix           |
|    | Francia (bandiera)   | D     | Patrice Rio                |
|    | Francia (bandiera)   | D     | Gabriel De Michèle         |
|    | Francia (bandiera)   | D     | Bernard Gardon             |
|    | Francia (bandiera)   | C     | Henri Michel               |
|    | Francia (bandiera)   | C     | Bernard Blanchet           |

| N. |                      | Ruolo | Calciatore       |
| -- | -------------------- | ----- | ---------------- |
|    | Francia (bandiera)   | C     | Michel Pech      |
|    | Francia (bandiera)   | C     | Claude Arribas   |
|    | Francia (bandiera)   | C     | Omar Sahnoun     |
|    | Francia (bandiera)   | A     | Bernard Blanchet |
|    | Francia (bandiera)   | A     | Didier Couécou   |
|    | Francia (bandiera)   | A     | André Hamon      |
|    | Argentina (bandiera) | A     | Ángel Marcos     |
|    | Francia (bandiera)   | A     | Gilles Rampillon |
|    | Germania (bandiera)  | A     | Erich Maas       |

## Risultati

### Coppa di Francia
| Arbitro: | Robert Wurtz |

|                               |           |             |
| Trivić 29’ (rig.) Lacombe 63’ | Marcatori | 85’ Couécou |

## Statistiche

### Andamento in campionato
| Giornata  | 1  | 2 | 3 | 4 | 5 | 6 | 7 | 8 | 9 | 10 | 11 | 12 | 13 | 14 | 15 | 16 | 17 | 18 | 19 | 20 | 21 | 22 | 23 | 24 | 25 | 26 | 27 | 28 | 29 | 30 | 31 | 32 | 33 | 34 | 35 | 36 | 37 | 38 |
| --------- | -- | - | - | - | - | - | - | - | - | -- | -- | -- | -- | -- | -- | -- | -- | -- | -- | -- | -- | -- | -- | -- | -- | -- | -- | -- | -- | -- | -- | -- | -- | -- | -- | -- | -- | -- |
| Luogo     | T  | C | T | T | C | T | C | T | C | T  | C  | T  | C  | T  | C  | T  | C  | T  | C  | T  | C  | C  | T  | C  | T  | C  | T  | C  | T  | C  | T  | C  | T  | C  | T  | C  | T  | C  |
| Risultato | N  | V | N | P | V | N | V | N | V | P  | V  | V  | N  | P  | V  | V  | V  | V  | V  | V  | V  | P  | N  | V  | V  | V  | V  | N  | P  | N  | P  | V  | V  | V  | N  | V  | V  | V  |
| Posizione | 12 | 7 | 6 | 9 | 8 | 7 | 6 | 6 | 5 | 9  | 3  | 2  | 2  | 6  | 3  | 2  | 2  | 2  | 2  | 2  | 2  | 2  | 2  | 1  | 1  | 1  | 1  | 1  | 1  | 1  | 2  | 2  | 1  | 1  | 1  | 1  | 1  | 1  |

Fonte:  France » Ligue 1 1972/1973 » Schedule, su worldfootball.net.
Legenda:

Luogo: C = Casa; T = Trasferta. Risultato: V = Vittoria; N = Pareggio; P = Sconfitta.

### Presenze e reti
| Giocatore             | Division 1 | Division 1 | Coppa di Francia | Coppa di Francia | Totale   | Totale |
| Giocatore             | Presenze   | Reti       | Presenze         | Reti             | Presenze | Reti   |
| --------------------- | ---------- | ---------- | ---------------- | ---------------- | -------- | ------ |
| C. Arribas            | 19         | 4          | 5                | 0                | 24       | 4      |
| Á. Bargas             | 15         | 1          | 8                | 1                | 23       | 2      |
| B. Blanchet           | 35         | 8          | 8                | 0                | 43       | 8      |
| D. Couécou            | 31         | 10         | 8                | 7                | 39       | 17     |
| G. De Michèle         | 38         | 0          | 9                | 0                | 47       | 0      |
| J.P. Bertrand-Demanes | 34         | -?         | 9                | -?               | 43       | -?     |
| R. Denoueix           | 7          | 0          | 0                | 0                | 7        | 0      |
| R. Donoyan            | 4          | -?         | 0                | 0                | 4        | 0+     |
| B. Gardon             | 34         | 0          | 9                | 0                | 43       | 0      |
| A. Hamon              | 3          | 1          | 1                | 0                | 4        | 1      |
| E. Maas               | 34         | 10         | 5                | 2                | 39       | 12     |
| Á. Marcos             | 24         | 11         | 4                | 2                | 28       | 13     |
| H. Michel             | 38         | 9          | 9                | 2                | 47       | 11     |
| J.C. Osman            | 38         | 0          | 9                | 1                | 47       | 1      |
| M. Pech               | 34         | 3          | 7                | 1                | 41       | 4      |
| G. Rampillon          | 31         | 8          | 8                | 1                | 39       | 9      |
| P. Rio                | 9          | 0          | 2                | 0                | 11       | 0      |
| O. Sahnoun            | 3          | 0          | 0                | 0                | 3        | 0      |